# Рада Регентства

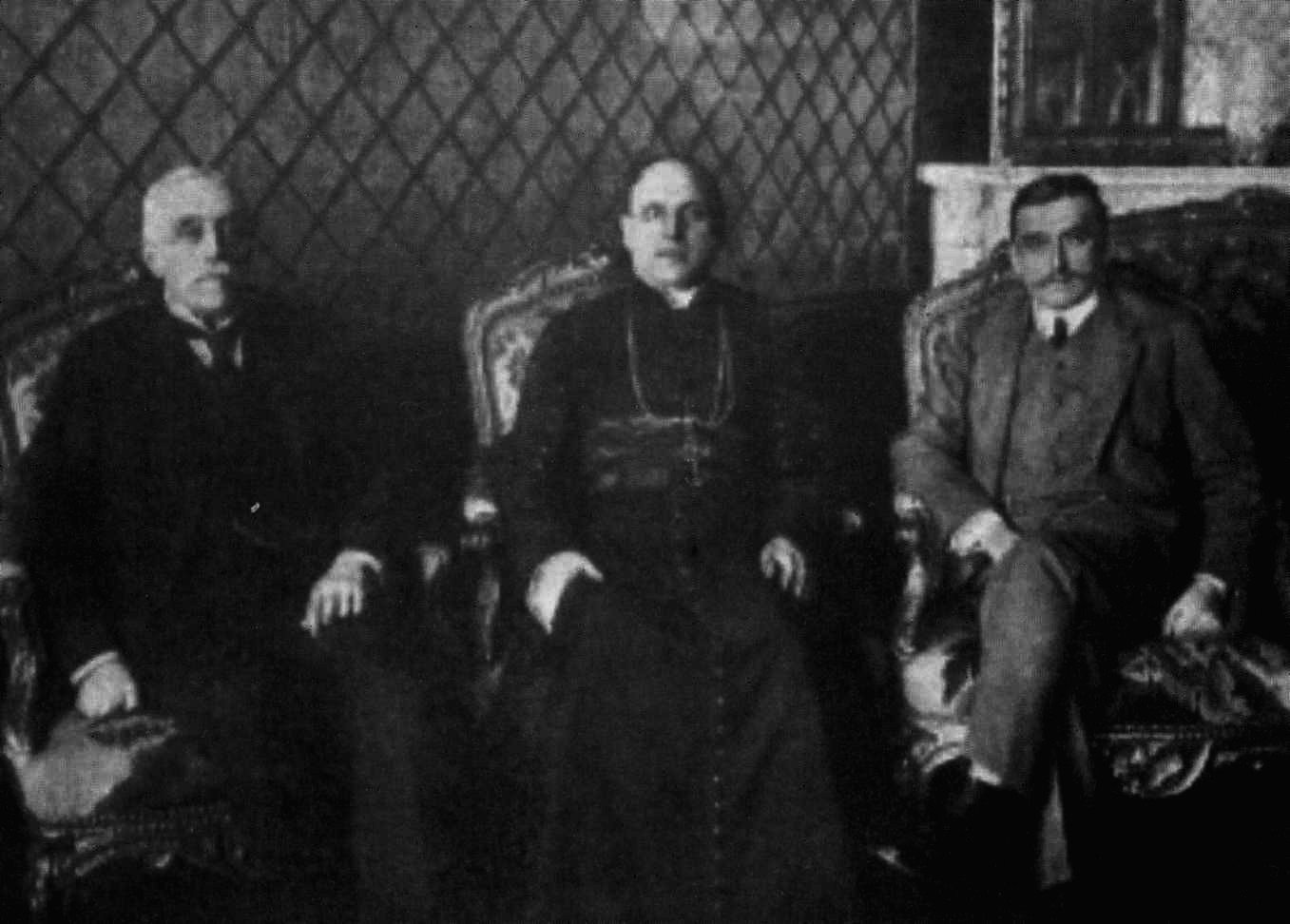
Рада Регентства: Островський, Каковський, Любомирський

Регентська Рада (пол. Rada Regencyjna) — уряд Польського Королівства протягом Першої світової війни. Було утворено Німецькою Імперією та Австро-Угорщиною у вересні 1917 року. Рада повинна була залишатися на посаді доти, доки не буде призначено нового монарха чи регента. 7 жовтня 1918 року Регентська Рада оголосила незалежність Королівства Польського. До складу Ради з регентства увійшли члени: Кардинал Александер Каковський, архієпископ Варшавський, князь Зджислав Любомирський, президент Варшави, та шляхтич-зем'янин Йосип Август Островський, консервативний політик, колишній голова Польського кола в Думі в Санкт-Петербурзі. 14 листопада 1918 року вся влада перейшла до Юзефа Пілсудського — з 22 листопада 1918 року новопризначеному начальнику держави.

## Кандидати на Польську Корону
Німецька й австро-угорська влада та польська адміністрація і шляхта розглядали таких кандидатів на корону:
- Карл Стефан Габсбург, австрійський ерцгерцог з Живецької лінії.
- Альбрехт Євген Вюртемберзький, другий син спадкоємця престолу Вюртембергу.
- Ян Генрик XV Гохберг Принц фон Плесс, Сілезький князь.
- Емануель Філіберто д'Аоста, син Амадея I, короля Іспанії з Савойського дому, двоюрідний брат Віктора Еммануїла III, короля Італії.
- Йоахим Гогенцоллерн, принц Пруссії, син кайзера Вільгельма II.
- Людвіг III Віттельсбах, король Баварії.
- Зджислав Любомирський, член Регентської ради Королівства Польського.
- Януш Францішек Радзивілл, польський князь.
- Юзеф Пілсудський, польський генерал.
- Фрідріх Крістіан Альберт Веттін, спадкоємець саксонського престолу, нащадок польських королів Августа ІІ та Августа ІІІ.
- Вільгельм Карл фон Урах, німецький аристократ, проголошений королем Литви як Міндовг II.
- Кирило Кобурзький, болгарський князь.

## Перші Прем'єр-Міністри Польщі
- Ян Кухажевський (26 листопада 1917 — 27 лютого 1918)
- Антоній Поніковський (27 лютого 1918 — 3 квітня 1918)
- Ян Канти Стечковський (4 квітня 1918 — 23 жовтня 1918)
- Юзеф Свежинський (23 жовтня 1918 — 5 листопада 1918)
- Владислав Врублевський (5 листопада 1918 — 11 листопада 1918)